# Бредфорд, Марион
Марион Маккинли Бредфорд (англ. Marion Mckinley Bradford; 28 октября 1946, Ром, Джорджия — 3 мая 2021, Хендерсонвилл, Северная Каролина) — американский биохимик. Разработал и запатентовал метод Бредфорда для определения количества белка в образце.

## Биография
В 1967 году Бредфорд получил степень бакалавра в Шортер-колледже; в 1975 году — докторскую степень по биохимии в Университете Джорджии. Работал биохимиком-исследователем в Университете Джорджии с 1977 по 1983 год. В 1983 год он перешёл в AE Staley и работал там до выхода на пенсию.

## Научные интересы
Областью научных интересов Бредфорда были биохимические исследования. Его идея использования красителя англ. Coomassie Brilliant Blue G-250 для обнаружения белков, которая стала известно как метод Бредфорда, была запатентована в 1976 году как метод быстрого количественного определения белка в образце. Его статья с описанием метода является одной из самых цитируемых научных статей всех времен.

## Награда
- 2019 — премия Университета Джорджии[10]